# Euloge d'Alexandrie
Euloge Ier fut patriarche melkite d'Alexandrie de 580/581 à 607/608.

## Carrière
Il fut d'abord moine et prêtre à Antioche, responsable de l'église de la Théotokos appelée aussi Justinienne. Vers 579, peu avant son élection comme patriarche d'Alexandrie, il fut impliqué à Antioche dans une sinistre affaire (Jean d'Éphèse, Hist. eccl., III, 3, § 27-33) : lui et le patriarche Grégoire Ier d'Antioche furent accusés, non seulement d'appartenir à une organisation païenne clandestine, mais d'avoir participé de nuit au sacrifice d'un enfant à Daphnè, localité proche de la ville d'Antioche. Aucun crédit ne fut apparemment donné par les autorités à ces accusations, puisque l'élection d'Euloge comme patriarche intervint peu de temps après.
Dans cette fonction, il semble s'être montré modéré vis-à-vis des monophysites, qu'il n'attaqua que par ses écrits. Il composa un ouvrage polémique contre les doctrines de Sévère d'Antioche et de Timothée Élure, qu'il dédia à l'évêque Domitien de Mélitène, cousin de l'empereur Maurice qu'il avait pu connaître à Antioche. Il s'en prit aussi particulièrement aux « agnoètes » (monophysites disciples du diacre Thémistios d'Alexandrie). Il rédigea également un traité en cinq livres contre les novatianistes, une ancienne hérésie apparemment toujours présente à son époque. Enfin, certains de ses écrits furent dirigés contre les Samaritains, contre lesquels il sévit : en 589, il tint à Alexandrie un synode pour juger deux des sectes samaritaines. Tous ces ouvrages assurèrent à Euloge une réputation d'important théologien, défenseur de la doctrine du concile de Chalcédoine.
Il fut l'un des correspondants du pape Grégoire le Grand : dans le registre des lettres de ce pape, douze lui sont adressées, dont neuf à lui seul. Grégoire le Grand avait pour lui estime et sympathie, et lui faisait volontiers des confidences. Jean Moschus le connaissait personnellement, et dans son Pré spirituel, il rapporte de lui plusieurs traits : entre autres qu'il fit construire à Alexandrie l'église de la Vierge surnommée la Dorothée (où Étienne le Sophiste donnait ses leçons, fréquentées par Jean et son compagnon Sophrone), et qu'il fit aussi restaurer l'église Saint-Julien qui tombait en ruines, car le saint lui serait apparu en songe.
Il est considéré comme un saint tant par l'Église latine, qui le fête le 13 septembre, que par l'Église grecque, qui l'honore les 13 février et 13 juin.

## Textes
De ses écrits, peu de chose subsiste (PG 86b, col. 2937-2964), et de ce peu de chose même l'authenticité est souvent contestée. Un évangéliaire du XIIIe siècle conservé à la British Library (Egerton 2785) contient des extraits d'un commentaire d'Euloge.
On doit essentiellement se contenter des témoignages de Photius, qui dans sa Bibliothèque exprime sa vive estime pour Euloge (codex 182, 207, 225, 226, 227, 230). Dans le codex 230, on trouve les résumés de onze Logoi ou discours d'Euloge, dont le premier est en fait sa lettre synodique adressée au pape Grégoire le Grand, et les deux derniers des écrits contre les Agnoètes et les Samaritains.
Le sermon In ramos palmarum et in pullum asini reproduit en PG 86b col. 2913-2938 lui est parfois attribué, mais serait plutôt de Sophrone de Jérusalem.